# Forcelles-Saint-Gorgon
Pour les articles homonymes, voir Forcelles et Saint-Gorgon.
Forcelles-Saint-Gorgon est une commune française située dans le département de Meurthe-et-Moselle, en région Grand Est.

## Géographie
Situé à 30 km de Nancy, 25 km de Toul et 20 km de Mirecourt, Forcelles-Saint-Gorgon est un petit village rural, entre Sion et la commune de Vézelise.
Son ensoleillement et la qualité de ses sols en font la plaque tournante du commerce de la mirabelle dans le Saintois.
|            | Quevilloncourt         |             |
| Vroncourt  | Forcelles-Saint-Gorgon | Tantonville |
| Chaouilley | Praye                  |             |

### Hydrographie
La commune est dans le bassin versant du Rhin au sein du bassin Rhin-Meuse. Elle est drainée par le ruisseau de Foret et le ruisseau de la Tuilotte,.

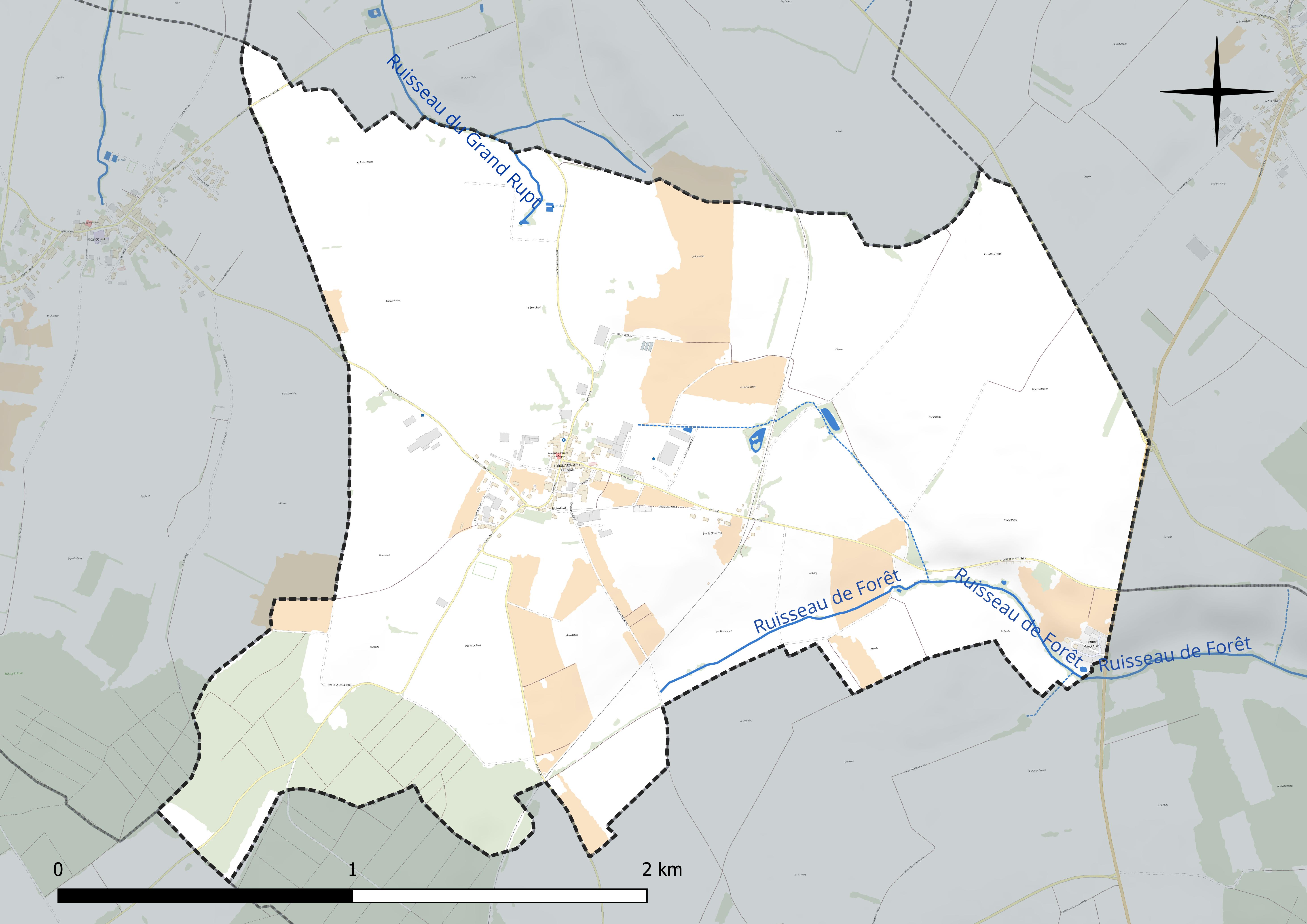
Réseau hydrographique de Forcelles-Saint-Gorgon.

### Climat
Pour des articles plus généraux, voir Climat du Grand Est et Climat de Meurthe-et-Moselle.
En 2010, le climat de la commune est de type climat des marges montargnardes, selon une étude du Centre national de la recherche scientifique s'appuyant sur une série de données couvrant la période 1971-2000. En 2020, Météo-France publie une typologie des climats de la France métropolitaine dans laquelle la commune est exposée à un climat semi-continental et est dans la région climatique  Lorraine, plateau de Langres, Morvan, caractérisée par un hiver rude (1,5 °C), des vents modérés et des brouillards fréquents en automne et hiver. 
Pour la période 1971-2000, la température annuelle moyenne est de 9,5 °C, avec une amplitude thermique annuelle de 17,1 °C. Le cumul annuel moyen de précipitations est de 857 mm, avec 12 jours de précipitations en janvier et 9,5 jours en juillet. Pour la période 1991-2020, la température moyenne annuelle observée sur la station météorologique de Météo-France la plus proche, « Nancy-Ochey », sur la commune d'Ochey à 18 km à vol d'oiseau, est de 10,5 °C et le cumul annuel moyen de précipitations est de 810,4 mm. 
La température maximale relevée sur cette station est de 39,6 °C, atteinte le 25 juillet 2019 ; la température minimale est de −19,1 °C, atteinte le 12 janvier 1987,,. 
Les paramètres climatiques de la commune ont été estimés pour le milieu du siècle (2041-2070) selon différents scénarios d'émission de gaz à effet de serre à partir des nouvelles projections climatiques de référence DRIAS-2020. Ils sont consultables sur un site dédié publié par Météo-France en novembre 2022.

## Urbanisme

### Typologie
Au 1er janvier 2024, Forcelles-Saint-Gorgon est catégorisée commune rurale à habitat dispersé, selon la nouvelle grille communale de densité à sept niveaux définie par l'Insee en 2022.
Elle est située hors unité urbaine. Par ailleurs la commune fait partie de l'aire d'attraction de Nancy, dont elle est une commune de la couronne,. Cette aire, qui regroupe 353 communes, est catégorisée dans les aires de 200 000 à moins de 700 000 habitants,.

### Occupation des sols
L'occupation des sols de la commune, telle qu'elle ressort de la base de données européenne d’occupation biophysique des sols Corine Land Cover (CLC), est marquée par l'importance des territoires agricoles (86,3 % en 2018), une proportion sensiblement équivalente à celle de 1990 (86,8 %). La répartition détaillée en 2018 est la suivante : prairies (49 %), terres arables (37,3 %), forêts (8,4 %), zones urbanisées (5,3 %). L'évolution de l’occupation des sols de la commune et de ses infrastructures peut être observée sur les différentes représentations cartographiques du territoire : la carte de Cassini (XVIIIe siècle), la carte d'état-major (1820-1866) et les cartes ou photos aériennes de l'IGN pour la période actuelle (1950 à aujourd'hui).

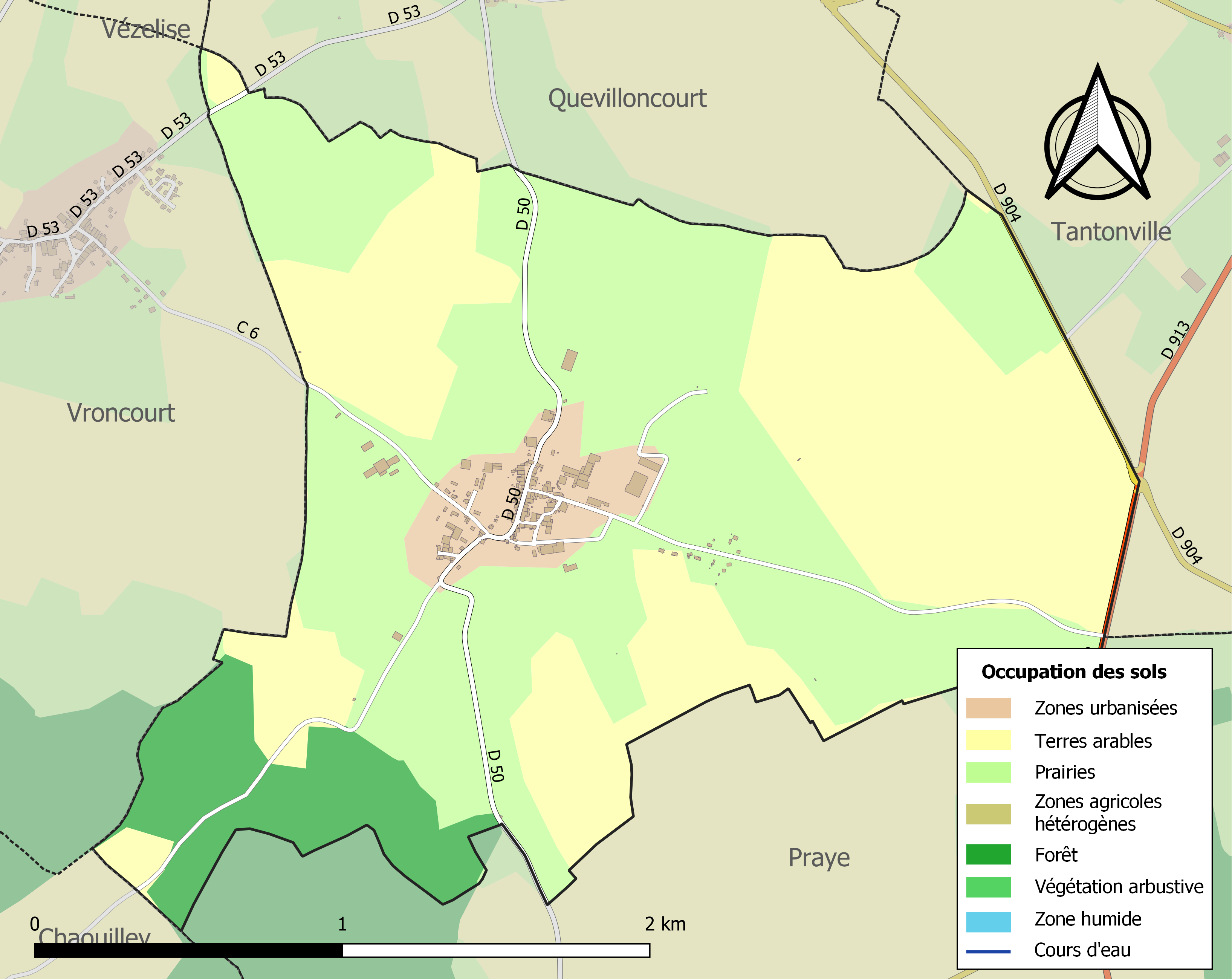
Carte des infrastructures et de l'occupation des sols de la commune en 2018 (CLC).

## Extraction de pétrole brut

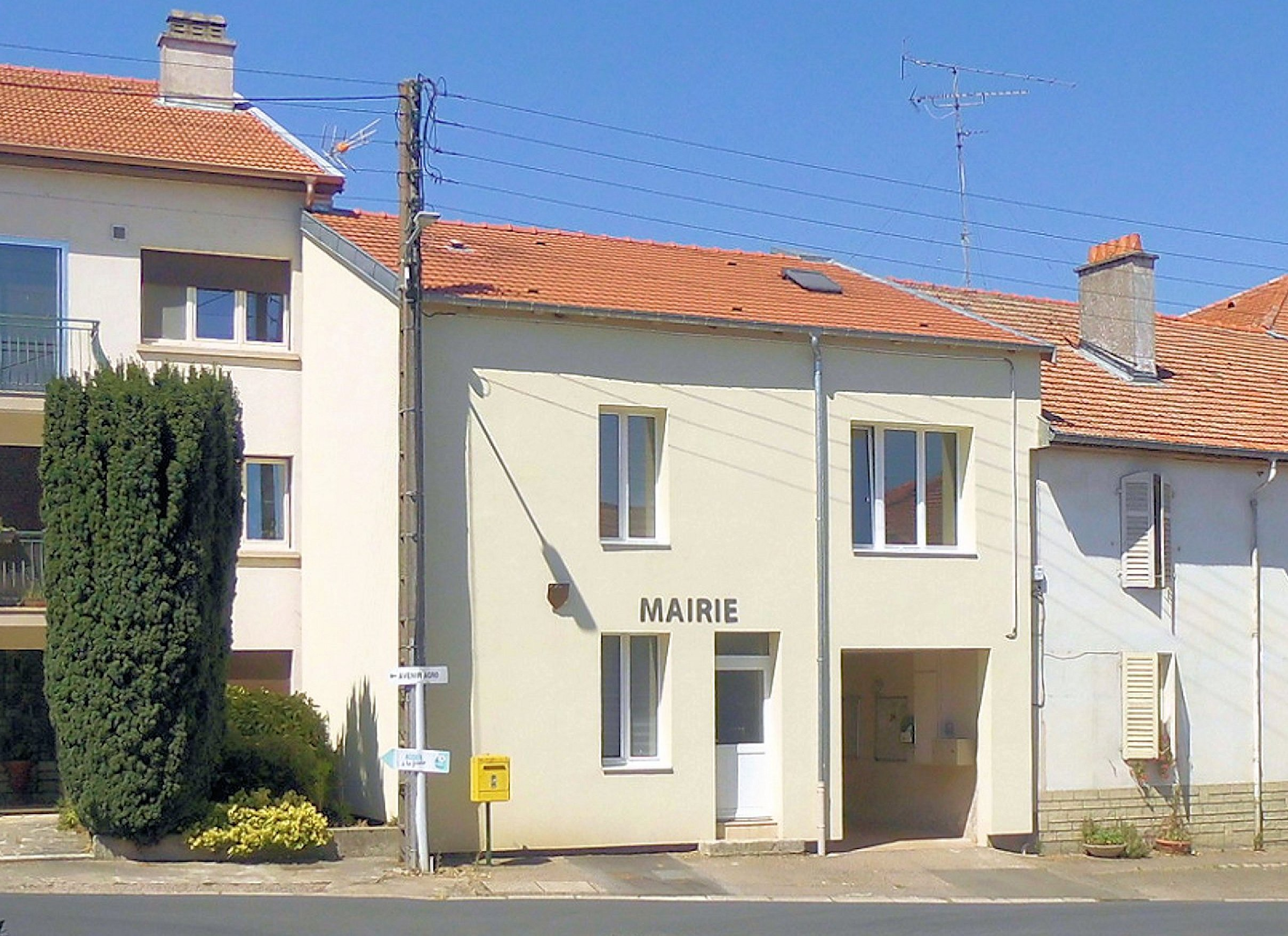
La mairie.

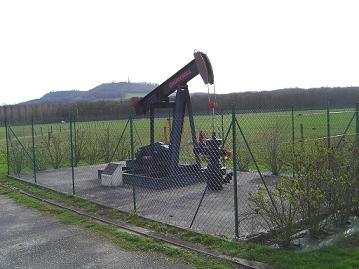
Un chevalet de pompage à Forcelles-Saint-Gorgon.

Forcelles-Saint-Gorgon possède dans son sous-sol des poches d'hydrocarbures. L'intérêt pour l'exploitation de celles-ci remonte à 1955 ; mais il faut attendre les années 1970 et le choc pétrolier pour que les sites d'extraction connaissent un développement important.
C'est sur l'initiative du professeur Pierre-Louis Maubeuge que la société Géomatic entreprend en 1979 une campagne sismique pour l'étude du site. L'exploitation commence en 1983. La Société de Recherche et d’Exploitation du Pétrole en Lorraine (REPLOR) puis PETROLOR monté par Maubeuge est partie prenante avec d'autres grandes sociétés mais les difficultés face aux grandes sociétés et l'administration conduiront à la fermeture de l'entreprise dans les années 1990.
La commune comptera jusqu'à onze derricks et, au début, c'est au rythme d'un camion de 20 000 litres par jour que le pétrole est extrait.
En tout, 13 698 tonnes de pétrole de qualité « brut léger » ont été extraites du sous-sol de Forcelles entre le 27 mai 1983 et le 31 décembre 1998.
Aujourd'hui, il ne reste plus qu'un monument commémoratif entre Forcelles et Praye.

## Toponymie
Le nom de la localité est attesté sous les formes Ecclesia de Forcelle (1176) ; Fourcelle-Saint-Gergonne (1406) ; Fouxelles-Saint-Gorgoinne (1446) ; Fourcelles-Sainct-Gergonne (1408) ; Fourcelles-Saint-Gorgonne (1487).

Fohhé est le nom patois de Forcelles. Il signifie « fourche » (qui serait ici un croisement de voies antiques).
Saint-Gorgon est un hagiotoponyme du nom d'un officier romain de l'entourage de Dioclétien qui fut martyrisé au début du IVe siècle pour avoir refusé de renier sa foi après s'être converti au christianisme.

## Politique et administration
| Période                                  | Période                   | Identité                                     | Étiquette | Qualité    |
| ---------------------------------------- | ------------------------- | -------------------------------------------- | --------- | ---------- |
| Les données manquantes sont à compléter. |                           |                                              |           |            |
| 1947                                     | 1971                      | Pierre Dégrange                              | SE        |            |
| 1971                                     | juin 1995                 | Pierre Maire                                 | SE        |            |
| juin 1995                                | mars 2001                 | Pierre Tassel                                | SE        |            |
| mars 2001                                | 2014                      | Michel Merlin                                | SE        |            |
| mars 2014                                | En cours (au 25 mai 2020) | Éric Pierrat, Réélu pour le mandat 2020-2026 |           | Professeur |

## Population et société

### Démographie
L'évolution du nombre d'habitants est connue à travers les recensements de la population effectués dans la commune depuis 1793. Pour les communes de moins de 10 000 habitants, une enquête de recensement portant sur toute la population est réalisée tous les cinq ans, les populations de référence des années intermédiaires étant quant à elles estimées par interpolation ou extrapolation. Pour la commune, le premier recensement exhaustif entrant dans le cadre du nouveau dispositif a été réalisé en 2007.

En 2022, la commune comptait 159 habitants, en évolution de +5,3 % par rapport à 2016 (Meurthe-et-Moselle : −0,13 %, France hors Mayotte : +2,11 %).
| 1793 | 1800 | 1806 | 1821 | 1831 | 1836 | 1841 | 1846 | 1851 |
| ---- | ---- | ---- | ---- | ---- | ---- | ---- | ---- | ---- |
| 164  | 183  | 210  | 223  | 230  | 281  | 270  | 288  | 285  |

| 1856 | 1861 | 1872 | 1876 | 1881 | 1886 | 1891 | 1896 | 1901 |
| ---- | ---- | ---- | ---- | ---- | ---- | ---- | ---- | ---- |
| 295  | 262  | 235  | 224  | 240  | 226  | 222  | 209  | 203  |

| 1906 | 1911 | 1921 | 1926 | 1931 | 1936 | 1946 | 1954 | 1962 |
| ---- | ---- | ---- | ---- | ---- | ---- | ---- | ---- | ---- |
| 212  | 195  | 173  | 175  | 164  | 153  | 164  | 166  | 157  |

| 1968 | 1975 | 1982 | 1990 | 1999 | 2006 | 2007 | 2012 | 2017 |
| ---- | ---- | ---- | ---- | ---- | ---- | ---- | ---- | ---- |
| 146  | 129  | 133  | 153  | 143  | 143  | 143  | 153  | 143  |

| 2022 | - | - | - | - | - | - | - | - |
| ---- | - | - | - | - | - | - | - | - |
| 159  | - | - | - | - | - | - | - | - |

### Manifestations culturelles et festivités
- Une tradition « Les Brouans ». Jadis, elle se faisait dans toute la Lorraine. Aujourd'hui en Meurthe-et-Moselle, elle ne subsiste que dans le Sud-Lunévillois ou dans le Saintois (région de Vézelise).

Pendant le triduum pascal, c'est-à-dire les trois jours qui suivent la messe du jeudi saint, les angélus se taisent, « les cloches partant à Rome » selon la formule consacrée. Les enfants du village les remplacent avec des crécelles simples qu'on appelle les « brouans ». Ils passent dans les rues tôt le matin (pour les plus courageux), à midi et à 7 heures du soir, en crécellant et en criant : « Voici l'angélus ! », « Voici Midi ! ». S'il y a un office le vendredi saint au village, par 3 fois, ils préviendront les habitants en hélant pour annoncer l'office « Voici le premier ! », « Voici le second ! », « Voici le dernier ! ». Le samedi suivant, ils viennent dans les maisons récolter confiseries et argent, que les Forcellois leur donnent comme remerciement. À l'issue de cette quête, une grande fête est l'occasion du partage.
Preuve de l'évolution des mentalités, la parité s'est installée : cette activité était autrefois réservée strictement aux enfants de chœur, mais les filles sont admises depuis 1990.

## Culture locale et patrimoine

### Lieux et monuments
- Un château, aujourd'hui détruit, était situé dans la commune. Il est attesté par sa présence sur des documents graphiques, au nord de l'église, et ses jardins sont mentionnés en 1717 par son propriétaire de l'époque : Charles Joseph Olivier de Haudonviller[26].
- Gare de Forcelles-Saint-Gorgon, le bâtiment est construit en 1878[27].

#### Église de la Conversion-de-Saint-Paul
- Chœur à deux travées, une droite voûtée d'ogives, une voûtée en cul-de-four, l'abside polygonale à cinq pans, et le clocher datent du XIIe siècle ; la nef est du XVIe siècle ; le clocher fut restauré en 1725. Le chœur et le clocher sont inscrits au titre des monuments historiques par arrêté du 29 octobre 1926[28].
- Monument funéraire, haut-relief placé sous un enfeu.

Présence de gisants qui auraient été les comtes de Morville, lieu-dit du village. Précision épitaphe : au-dessus de la tête et des pieds, deux épitaphes avec inscriptions gothiques portant la date 1484. Anthoine de Forcelles fils de Jehan de Forcelles et Catherine son épouse fille de Didier du Han.

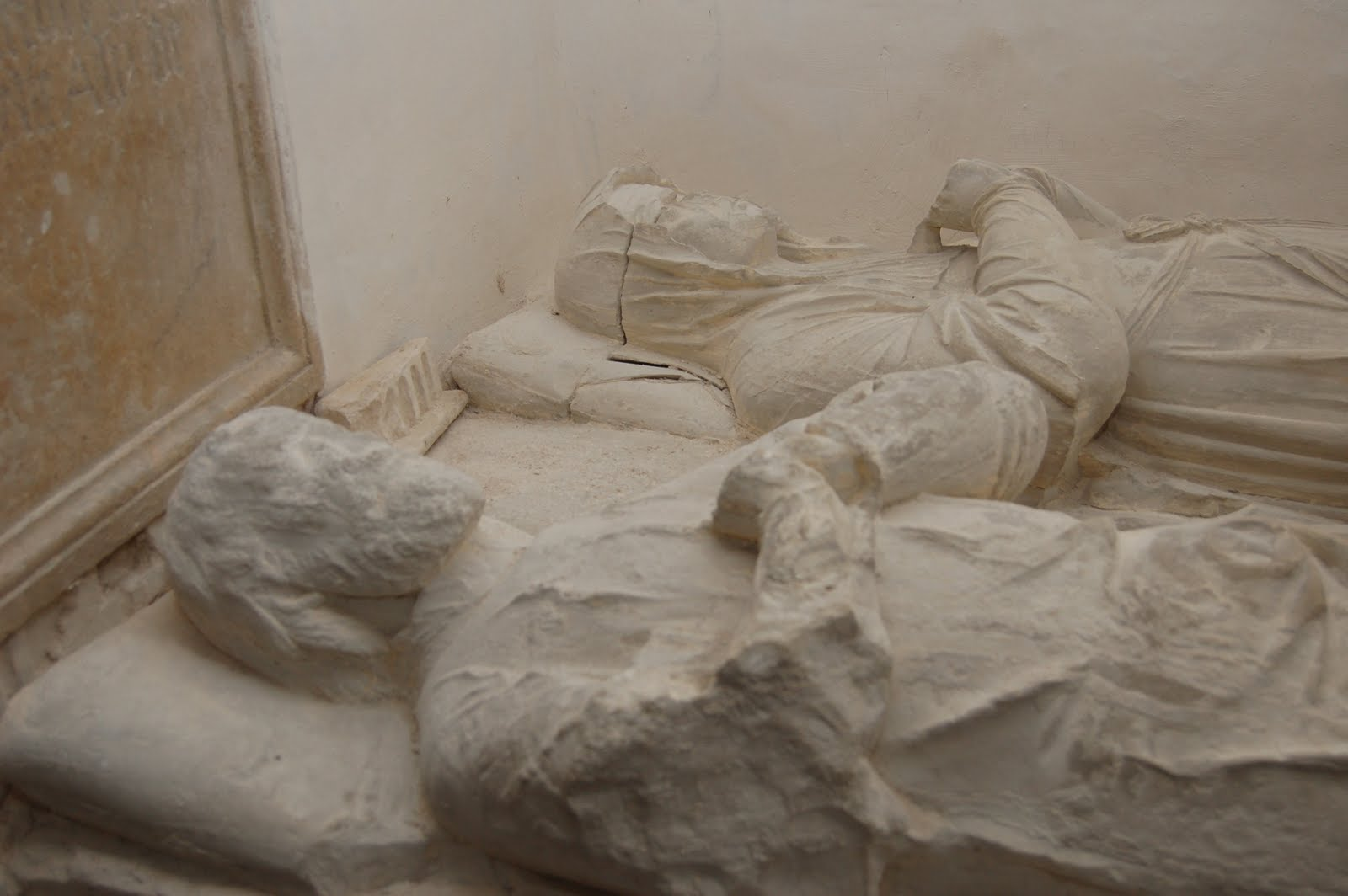
Gisants.
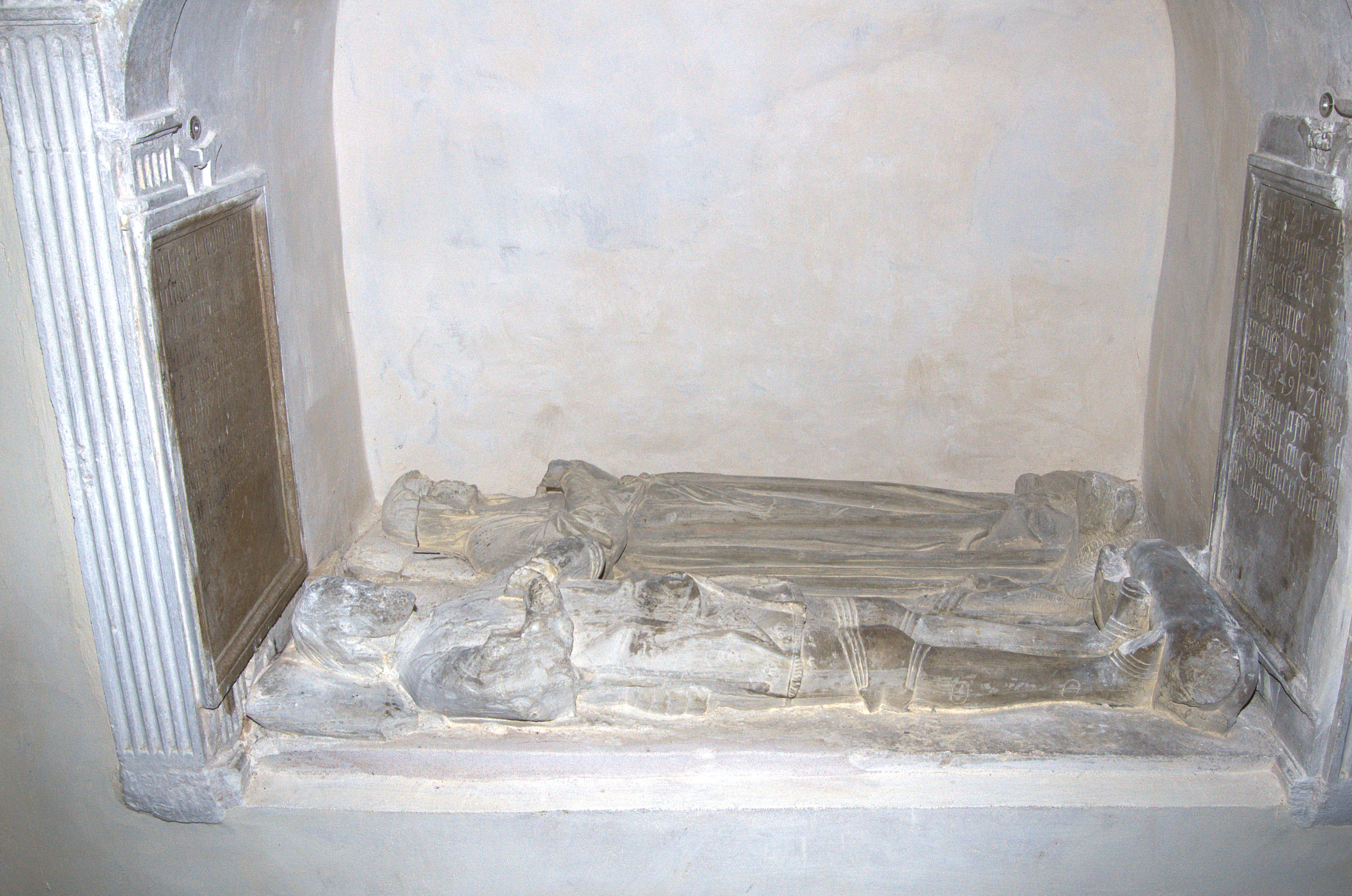
Enfeu.
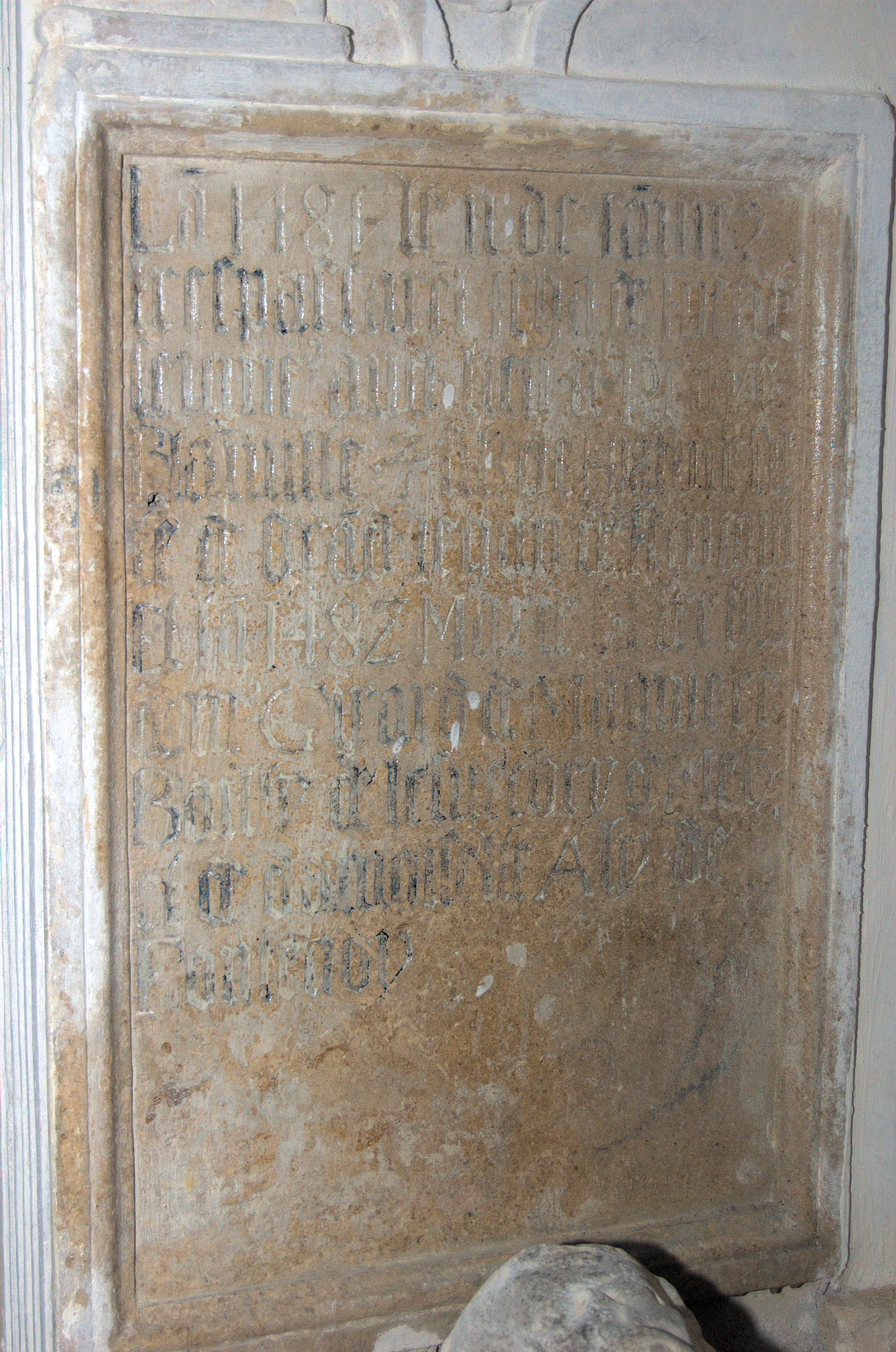
Épitaphe gauche.
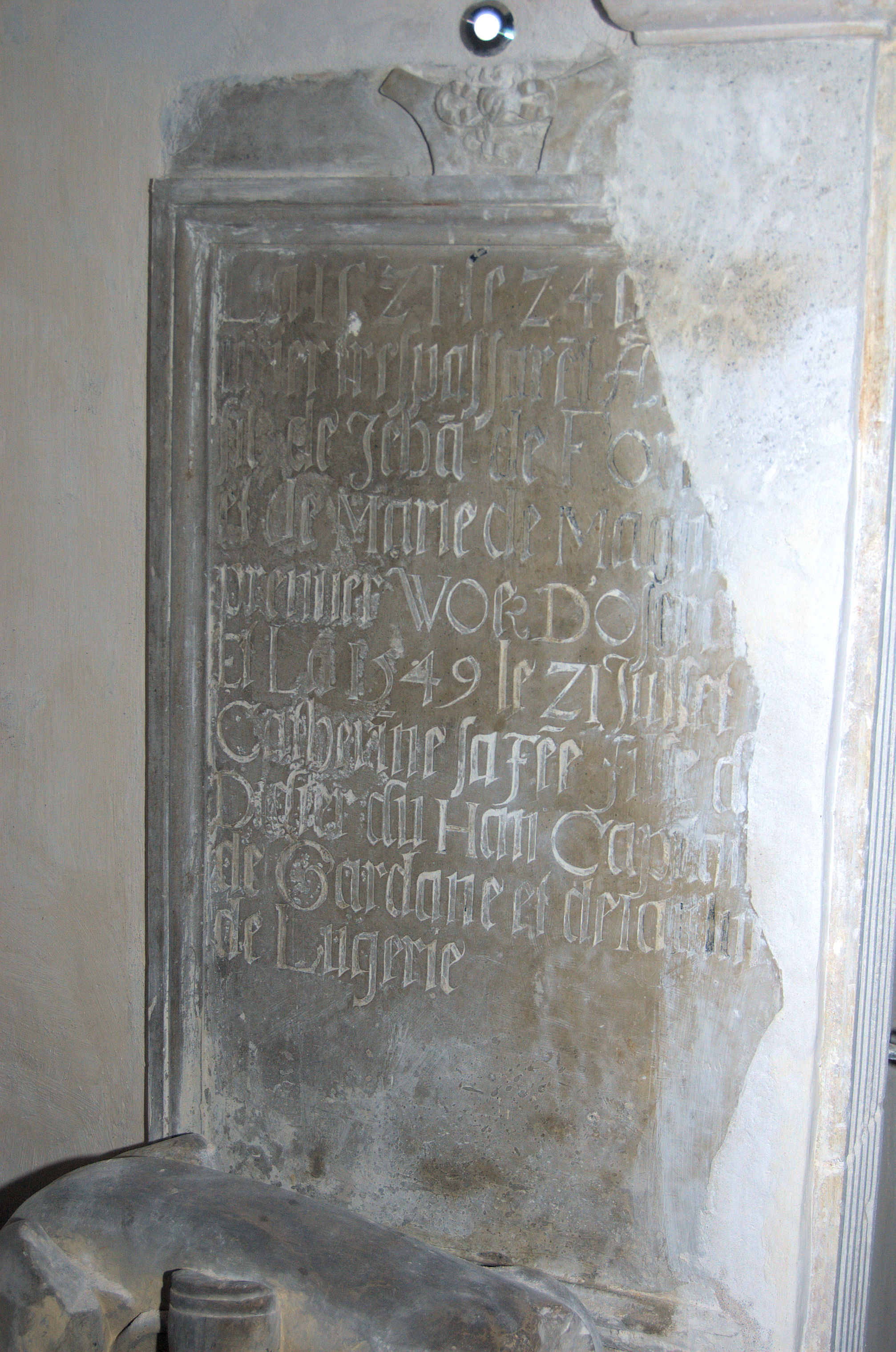
Épitaphe droite.

Un important travail de restauration s'est achevé en 2008, remise en état des crépis, mise au jour de marbre et de peinture originels sous la supervision des monuments historiques.
Plusieurs vitraux remarquables :
- « l'alliance franco-russe », représentant l'accord de coopération militaire signé entre la France et la Russie qui fut en vigueur de 1892 à 1917 ;
- « un magnifique sauroctone » représentant saint Michel terrassant le dragon[29]

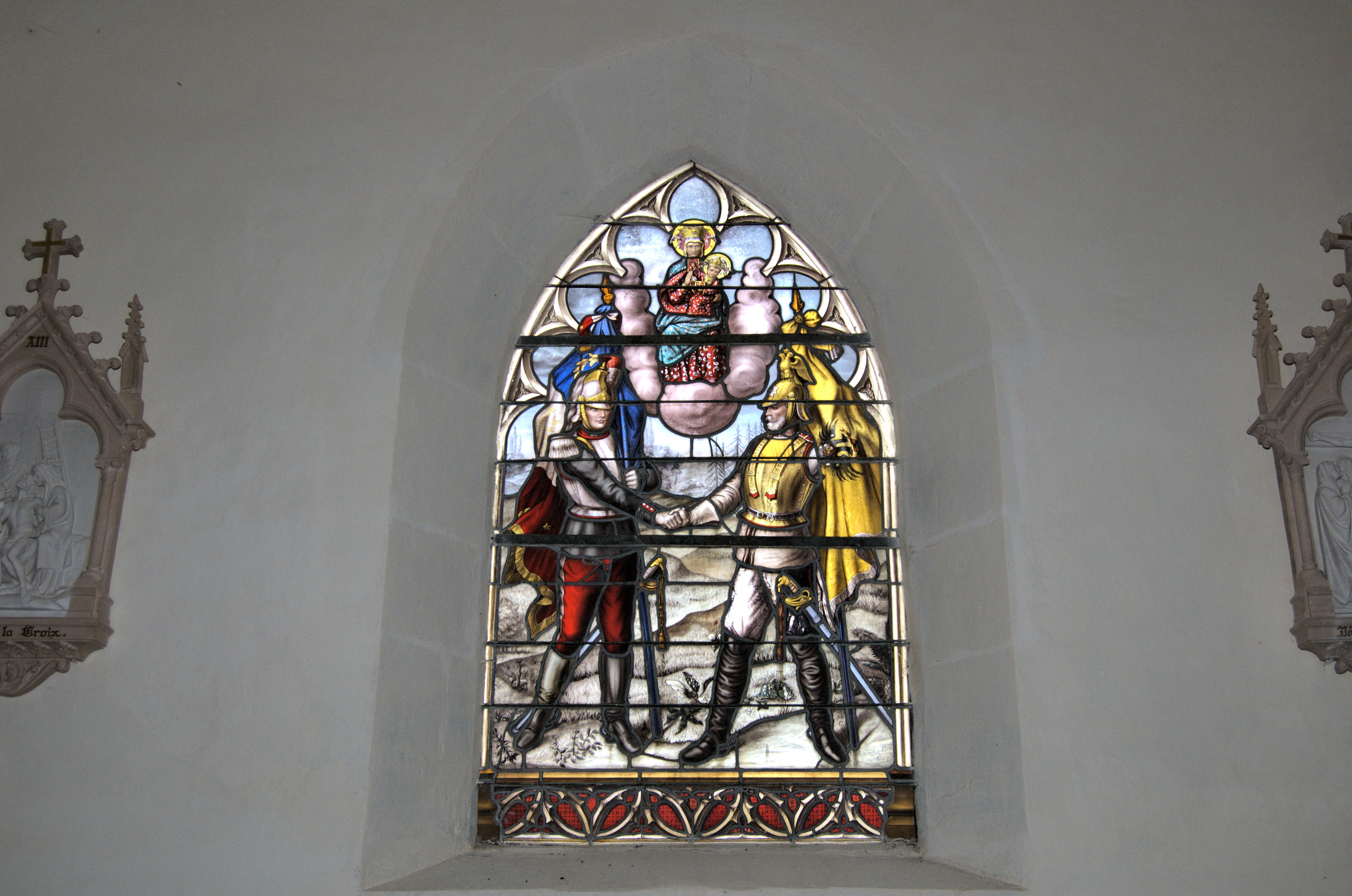
Alliance franco-russe.
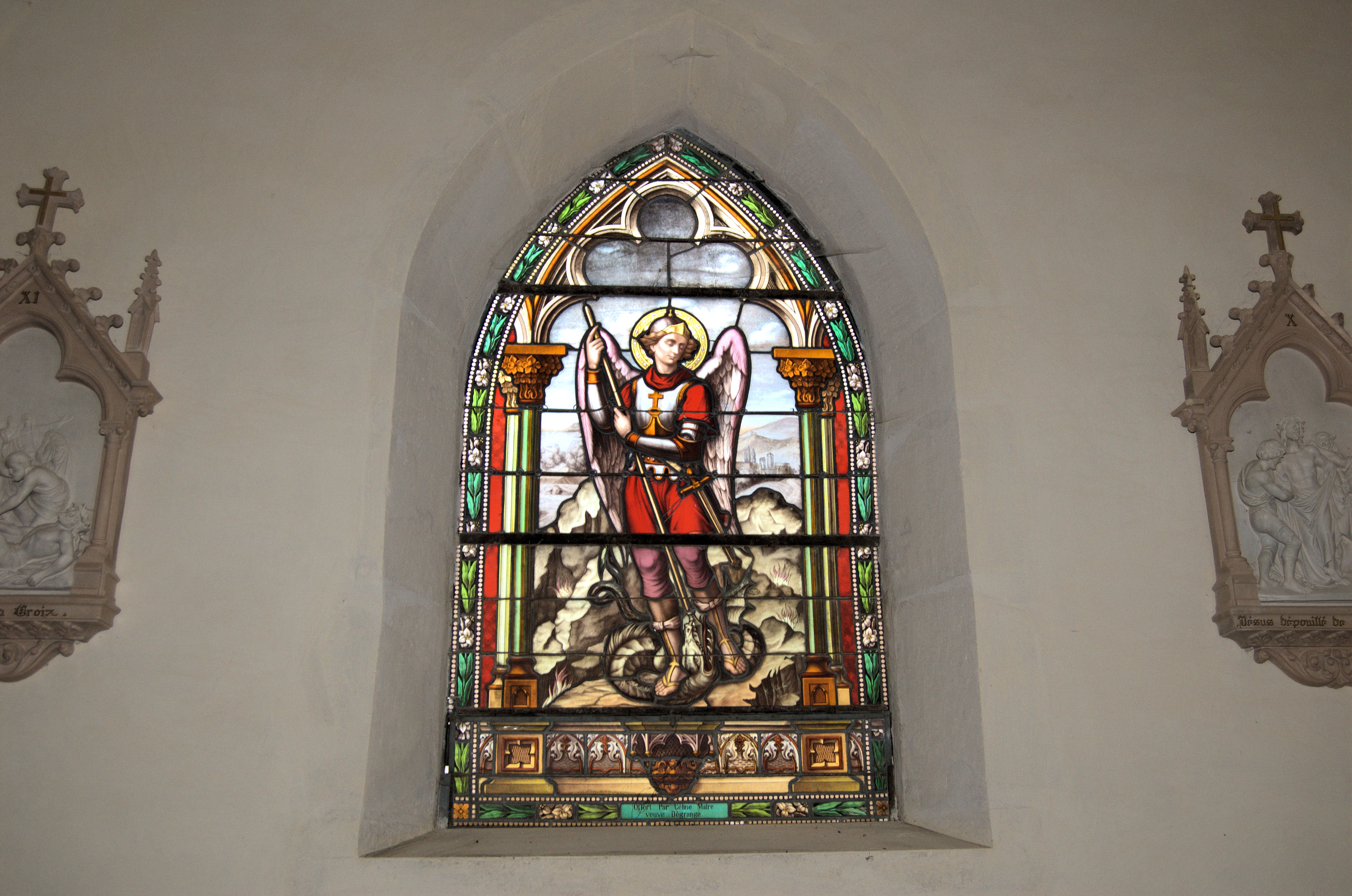
Saint Michel et le dragon.

### Héraldique, logotype et devise
| Blason de Forcelles-Saint-Gorgon | Blason  | De sable à neuf trèfles d'argent ordonnés 4, 3 et 2. |
| Blason de Forcelles-Saint-Gorgon | Détails | Le statut officiel du blason reste à déterminer.     |